# 磺胺甲氧甲嘧啶
磺胺甲氧甲嘧啶是一种长效磺胺类药物，其INN名称是“Sulfametomidine”。该药物可用于治疗由细菌感染引发的疾病等病症。该药物在血液中的半衰期尚不明确。该药物依化学本质可划为氨基苯磺酰胺类物质，因该药物分子含有一个氨基苯磺酰胺结构、同时在苯环上又连有一个氨基。